# قيقب رقيق الأوراق
القيقب الرقيق الأوراق نوع نباتي ينتمي إلى جنس القيقب من الفصيلة الصابونية.